# Маддалони
Маддалони (итал. Maddaloni) — город в Италии, располагается в регионе Кампания, в провинции Казерта.
Население составляет 38 150 человек (на 2004 г.), плотность населения составляет 1033 чел./км². Занимает площадь 36 км². Почтовый индекс — 81024. Телефонный код — 0823.
Покровителем коммуны почитается Архангел Михаил, празднование 29 сентября.